# Andy Timo
Andy Timo, född 28 maj 2004, är en fransk rugbyspelare. Han ingick i det franska lag som tog guld i sjumannarugby vid OS 2024 i Paris.